# ويندي جلين
ويندي جلين (بالإنجليزية: Wendy Glenn)‏ هي ممثلة بريطانية، ولدت في 1953.

## أعمال

### أفلام
- (2011) 11-11-11
- (2011) أنت التالي[2]

## وصلات خارجية
- ويندي جلين على موقع IMDb (الإنجليزية)
- ويندي جلين على موقع قاعدة بيانات الفيلم (الإنجليزية)